# 刺蒴蘚
刺蒴蘚（学名：Trachythecium verrucosum）为灰蘚科刺蒴蘚屬下的一个种。